# 安藤厳水
安藤 厳水（あんどう いずみ、1864年7月15日（元治元年6月12日）- 1935年（昭和10年）1月28日）は、現在の高知県出身の武士、陸軍軍人。最終階級は陸軍中将。

## 生涯
1864年（元治元年）土佐国土佐郡小高坂村(高知県)の武士、安藤厳技の長男に生まれる。
1883年（明治16年）12月25日、陸軍士官学校（旧6期）を卒業し、同日、歩兵少尉に任じられた。1904年（明治37年）3月、皇族附武官（守正王附）に就任し、1905年（明治38年）10月、歩兵第49連隊長に転じ、1906年（明治39年）12月、歩兵大佐に進んだ。1910年（明治43年）11月、陸軍少将となり歩兵第5旅団長に就任。歩兵第1旅団長を経て、1915年（大正4年）2月、陸軍中将に昇進し第5代陸軍第13師団長となり1918年（大正7年）7月まで在任した。待命となり、1919年（大正8年）4月、予備役に編入。
編入後は在郷軍人会副会長、同顧問を務めた。1935年（昭和10年）没。墓所は多磨霊園。

## 栄典
位階
- 1889年（明治22年）7月15日 - 従七位[6]
- 1898年（明治31年）10月31日 - 従六位[7]
- 1911年（明治44年）2月10日 - 正五位[8]
- 1915年（大正4年）3月10日 - 従四位[9]
- 1917年（大正6年）3月30日 - 正四位[10]

勲章
- 旭日章
- 瑞宝章
- 従軍記章

(上記3つの位、受賞年不明)
外国勲章佩用允許
- レジオンドヌール勲章